# Everett Bradley
Everett Lewis Bradley (ur. 19 maja 1897 w Cedar Rapids w stanie Iowa, zm. 25 lipca 1969 w Wichita w Kansas) – amerykański lekkoatleta (wieloboista), wicemistrz olimpijski z 1920, geolog.

## Życiorys
Zdobył srebrny medal w pięcioboju lekkoatletycznym na igrzyskach olimpijskich w 1920 w Antwerpii, za Eero Lehtonenem z Finlandii, a przed innym Finem Hugo Lahtinenem.
Zdobył srebrny medal mistrzostw USA (AAU) w dziesięcioboju w 1920.
Ukończył geologię na University of Kansas w 1922. Prowadził przedsiębiorstwo poszukiwań ropy naftowej Bradley Oil, które odkryło wiele złóż w Kansas, czyniąc Bradleya bogatym człowiekiem. Pełnił również wiele funkcji społecznych w tym stanie.